# Теорема Лиувилля об ограниченных целых аналитических функциях
Теорема Лиувилля об ограниченных целых аналитических функциях:
если целая функция {\displaystyle f(z)} комплексных переменных {\displaystyle z=(z_{1},\dots ,z_{n})} ограничена, то есть
{\displaystyle |f(z)|\leqslant M<\infty ,}
то {\displaystyle f(z)} есть константа.

## Обобщения
- Если {\displaystyle f(z)} ― целая функция в {\displaystyle \mathbb {C} ^{n}}, и для некоторого {\displaystyle r\in \mathbb {R} }

{\displaystyle |f(z)|\leqslant C(1+|z|^{r}),}
то {\displaystyle f(z)} есть многочлен по переменным {\displaystyle (z_{1},\dots ,z_{n})} степени не выше {\displaystyle r}.
- Если {\displaystyle u(x)} ― вещественная гармоническая функция во всём числовом пространстве {\displaystyle \mathbb {R} ^{n}},

{\displaystyle u(x)<C(1+|x|^{r}),}
то {\displaystyle u(x)} есть гармонический многочлен по переменным.

## История
Это предложение, одно из основных в теории аналитических функций, впервые, по-видимому, было опубликовано в 1844 году Коши для случая {\displaystyle n=1}. Лиувилль излагал его на лекциях в 1847 году, откуда и произошло название.

## Доказательство (для одномерного случая)
Пусть функция {\displaystyle f(z)}, {\displaystyle z\in {\mathbb {C} }}, ограничена на комплексной плоскости, то есть
{\displaystyle \exists M\,\forall z\,|f(z)|\leqslant M.}
Воспользуемся интегральной формулой Коши для производной {\displaystyle f(z)}:
{\displaystyle f'(z)={\frac {1}{2\pi i}}\oint \limits _{C_{R}}{\frac {f(\xi )}{(\xi -z)^{2}}}\,d\xi ,}
где {\displaystyle C_{R}} — окружность радиуса {\displaystyle R}, содержащая точку {\displaystyle z}, или {\displaystyle |\xi -z|=R}.
Имеем
{\displaystyle |f'(z)|\leqslant {\frac {1}{2\pi }}{\frac {M}{R^{2}}}2\pi R={\frac {M}{R}}.}
Отсюда, в силу того, что интегральная формула Коши справедлива для любого контура, имеем {\displaystyle \lim _{R\to \infty }{\frac {M}{R}}=0}, а значит {\displaystyle f'(z)=0} и, следовательно, {\displaystyle f(z)} является константой. Теорема доказана.